# ایلیا کارپنکوف
ایلیا کارپنکوف (روسی: Илья Алексеевич Карпенков؛ زادهٔ ۱۷ فوریهٔ ۱۹۹۷) بازیکن بسکتبال اهل روسیه است.
وی در مسابقات کشوری و بین‌المللی در مجموع برندهٔ ۱ مدال نقره شده‌است.